# Julio Cabrera Ovalle
Julio Cabrera Ovalle (22 de agosto de 1939) es un prelado guatemalteco de la Iglesia católica. Fue Obispo de Jalapa de 2001 a 2020. Profesor del Seminario Arquidiócesano de Guatemala, así como Canciller de la Arquidiócesis de Guatemala, Capellán de Capuchinas y párroco del Sagrario en la Catedral de Guatemala.

## Biografía
Julio Cabrera Ovalle nació en San Juan Comalapa (municipio), Chimaltenango el 22 de agosto de 1939. Realizó sus estudios de Humanidades en Guatemala, San Salvador y Guadalajara, México. Prosiguió sus estudios en la Pontificia Universidad Gregoriana en Roma, obteniendo el grado de Licenciado en Teología, en 1963. Fue ordenado sacerdote el 1 de diciembre de 1963 en la Basílica de San Pedro de Roma.

## Episcopado
Regresó a Guatemala para servir como Obispo de la diócesis de Quiché a partir de 1986. Y desde el 5 de diciembre de 2001, como Obispo de la diócesis de Jalapa. Fue vicepresidente de la Conferencia Episcopal de Guatemala.
En medio de su trabajo pastoral de su Diócesis, ha dedicado tiempo a escribir artículos para diversas revistas y hecho realidad muchas publicaciones de tipo pastoral, histórico o teológico; en 1997 la revista Voces del Tiempo publicó su libro Consuela a mi pueblo, selección de homilías relacionadas con su trabajo pastoral en la diócesis de Quiché; impulsor del proyecto interdiocesano de Recuperación de la Memoria Histórica, y editor de los Documentos de la Conferencia Episcopal de Guatemala de 1957 a 1997, que lleva por título: Al servicio de la vida, la justicia y la paz. Es editor del libro “Memorias y Testigos de Guatemala" en el año 2001.
Cabrera Ovalle dimitió de su cargo de Obispo en 2020, y fue sucedido por José Benedicto Moscoso Miranda el 30 de marzo de 2020.